# HMS Middleton (L74)
Pour les autres navires du même nom, voir HMS Middleton.
Le HMS Middleton (pennant number L74) est un destroyer d'escorte de classe Hunt de type II construit pour la Royal Navy pendant la Seconde Guerre mondiale.

## Construction
Le Middleton est commandé le 20 décembre 1939 dans le cadre du programme d'urgence de la guerre de 1939 pour le chantier naval de Vickers Armstrong de Newcastle-on-Tyne en Angleterre sous le numéro J4213. La pose de la quille est effectuée le 10 avril 1940, le Middleton est lancé le 12 mai 1941 et mis en service le 10 janvier 1942.
Il est parrainé par la communauté civile de Hayes dans le Middlesex (faisant partie maintenant de London Borough of Hillingdon) pendant la campagne nationale du Warship Week (semaine des navires de guerre) en mars 1942.
Les navires de classe Hunt sont censés répondre au besoin de la Royal Navy d'avoir un grand nombre de petits navires de type destroyer capables à la fois d'escorter des convois et d'opérer avec la flotte. Les Huntde type II se distinguent des navires précédents type I par une largeur (Maître-bau) accru afin d'améliorer la stabilité et de transporter l'armement initialement prévu pour ces navires.
Le Hunt type II mesure 80,54 m de longueur entre perpendiculaires et 85,34 m de longueur hors-tout. Le Maître-bau du navire mesure 9,60 m et le tirant d'eau est de 3,51 m. Le déplacement est de 1 070 t standard et de 1 510 t à pleine charge.
Deux chaudières Admiralty produisant de la vapeur à 2 100 kPa et à 327 °C alimentent des turbines à vapeur à engrenages simples Parsons qui entraînent deux arbres d'hélices, générant 19 000 chevaux (14 000 kW) à 380 tr/min. Cela donné une vitesse de 27 nœuds (50 km/h) au navire. 281 t de carburant sont transportés, ce qui donne un rayon d'action nominale de 2 560 milles marins (4 740 km) (bien qu'en service, son rayon d'action tombe à 1 550 milles marins (2 870 km)).
L'armement principal du navire est de six canons de 4 pouces QF Mk XVI (102 mm) à double usage (anti-navire et anti-aérien) sur trois supports doubles, avec un support avant et deux arrière. Un armement antiaérien rapproché supplémentaire est fourni par une monture avec des canons quadruple de 2 livres "pom-pom" MK.VII et deux canons Oerlikon de 20 mm Mk. III montés dans les ailes du pont. Les montures jumelles motorisées d'Oerlikon sont remplacées par des Oerlikons simples au cours de la guerre. Jusqu'à 110 charges de profondeur pouvaient être transportées,. Le navire avait un effectif de 168 officiers et hommes d'équipage,.

## Histoire

### Seconde guerre mondiale

#### 1942
Après avoir terminé ses essais préliminaires et sa mise en service, le Middleton se rend à Scapa Flow en janvier 1942 pour des exercices avec la Home Fleet. Il escorte par le convoi PQ6 le 30 mars pour la traversée des approches nord-ouest, et est ensuite affecté à la 17e Flottille de destroyers, basée à Scapa Flow. Le 14 février, le Middleton, le destroyer Airedale (L07) et les bateaux de pêche armés HMT Blackfly, HMT Cape Argona et HMT Mariato escortent le convoi PQ11 de Kirkwall à l’Islande. Il se détache du convoi le 17 février pour retourner à Scapa Flow. Le 25 février, le Middleton et le destroyer Skate (H39) participent à la protection des mouilleurs de mines Menestheus (M93), Agamemnon (M10), Port Quebec (M59) et Southern Prince (M47) pendant le déminage de la zone nord. Il est endommagé par des intempéries et rentre se faire réparer dans un chantier naval privé d’Immingham.
Après avoir terminé les réparations le 17 mars, le Middleton reprend ses activités avec la Home Fleet. Le 20 mars, le Middleton est placé dans la puissante escorte du convoi PQ13 à Mourmansk, en Union soviétique et dans le convoi QP9. La force d’escorte se compose des cuirassés King George V (41) et Duke of York (17), du porte-avions Victorious (R38), du croiseur de bataille Renown (1916), du croiseur lourd Kent (54), du croiseur léger Edinburgh (16), et des destroyers Ashanti (F51), Bedouin (F67), Echo (H23), Escapade (H17), Eskimo (F75), Faulknor (H62), Foresight (H68), Icarus (D03), Inglefield (D02), Fury (H76), Marne (G35), Onslow (G17), Punjabi (F21), Tartar (F43) et Wheatland (L122), qui sont nécessaires en raison de la présence du cuirassé allemand Tirpitz et les croiseurs lourds Admiral Scheer et Admiral Hipper dans le nord de la Norvège chassant les convois qui traversent la mer du Nord vers la Russie,,,,.
Le 1er avril, le Middleton doit participer à l’opération Myrmidon, un raid sur Bayonne, mais le plan est annulé. Il prend part ensuite à un autre voyage en convoi le 8 avril, avec le King George V, le Duke of York, le Victorious, le Kent, le Nigeria (60) et les destroyers Bedouin, Belvoir (L32), Escapade, Eskimo, Faulknor, Ledbury (L90), Matchless (G52), Offa (G29), Onslow, Somali (F33) et Wheatland pour protéger à distance pour le convoi PQ14 vers la Russie et le convoi QP10 sur le chemin de retour vers l'Angleterre, mais aussi avec le cuirassé américain USS Washington (BB-56), les croiseurs lourds USS Tuscaloosa (CA-37) et USS Wichita (CA-45) et les destroyers USS Madison (DD-425), USS Plunkett (DD-431), USS Wainwright (DD-419) et USS Wilson (DD-408), qui ont été envoyés en mer britannique après la perte de plusieurs navires de la Royal Navy.
Le 13 mai, le Middleton escorte à nouveau le Duke of York, Victorious, Liverpool (C11), Kent, London (69), Nigeria et Norfolk (78), avec les destroyers Blankney (L30), Eclipse (H08), Escapade, Faulknor, Fury (H76), Icarus, Inglefield (D02), Lamerton (L88), Marne, Onslow, Oribi (G66) et Wheatland pour escorter le croiseur Trinidad (46) revenu après des réparations à Mourmansk. Le 23 mai, il escorte avec le Duke of York, le USS Washington, le Victorious, le London et le USS Wichita le convoi PQ16 vers la Russie et le convoi QP12 sur le retour.
Envoyé pour escorter les convois jusqu’au port de Malte dans le cadre de l’opération Harpoon, le Middleton participe à l’escorte d’un convoi de Clyde le 5 juin, accompagnés des croiseurs Kenya (14) et Liverpool, les destroyers Onslow, Icarus, Escapade, Bedouin, Marne, Matchless, Ithuriel (H05), Blankney (L30), Partridge (G30), Badsworth (L03) et le destroyer polonais ORP Kujawiak. Il fait partie de la Force X le 12 juin pour traverser le détroit de Sicile, avec une participation supplémentaire du croiseur Cairo (D87)  et de quatre dragueurs de mines. L’ennemi subit une attaque aérienne lourde le 14 juin, lorsque le croiseur Liverpool est torpillé, le Middleton est détaché pour le défendre tandis que le destroyer Antelope (H36) remorque le Liverpool à Gibraltar. le Middleton retourne ensuite à Scapa Flow avec la Home Fleet.
En juillet, le Middleton escorte de nouveau un autre convoi de l'Arctique. Le convoi PQ17 est soutenu à distance par les cuirassés Duke of York và USS Washington, le porte-avions Victorious, les croiseurs légers Cumberland (57) et Nigeria avec les destroyers Ashanti, Blankney, Marne, Escapade, Faulknor, Martin (G44), Onslaught (G04), Onslow, Wheatland, USS Mayrant et USS Rhind. Le convoi est perturbé en permanence par des avions ennemis et des sous-marins. Cependant, le ministère de la Marine britannique a de nouveau apprécié à tort que le convoi PQ17 souffrait du risque d’une attaque coordonnée par les Tirpitz, Admiral Scheer, Admiral Hipper et Lützow. Une série d’ordres est envoyée au convoi le 4 juillet, ordonnant finalement le convoi de «se disperser» vers des ports soviétiques. Pendant ce temps, censés faire face à une force puissante ennemie, les croiseurs et les destroyers se tournent vers l’ouest, ce qui, ce faite, abandonnent les navires marchands, occasionnant de lourds dégâts par les attaques aériennes et les sous-marins ennemis,,.
Le Middleton continue d’escorter le convoi jusqu’à Mourmansk, et après le déchargement de la cargaison, voyage avec le Marne, le Martin et le Blankney jusqu’à Archangel le 20 juillet, pour le réapprovisionnement des escortes pour préparer le voyage de retour. Cependant, le retour est retardé, et le Middleton continue à opérer dans les environs de Mourmansk jusqu’au 13 septembre. Il se joint au convoi QP14 pour le retour en Grande-Bretagne, qui comprend le Blankney, trois navires auxiliaires de défense aérienne, trois dragueurs de mines, quatre corvettes et quatre navires de pêche armés. Après son arrivée dans la zone de sécurité, le destroyer se détache du convoi le 25 septembre et se rend à Scapa Flow.
Le Middleton est responsable des fonctions d’escorte de convoi entre la Grande-Bretagne et l’Irlande jusqu’au 22 novembre, quand le Middleton et le Ledbury participent à l’escorte pour le convoi QP15 de la Russie vers le retour en Angleterre, la mission terminant le 30 novembre.
Le 3 décembre, le navire est envoyé à une  révision dans un chantier naval privé à Kingston upon Hull.

#### 1943
Complétant ses essais à la suite de son radoub, le Middleton se joint à la Home Fleet le 4 janvier 1943 pour des opérations d’escorte de convoi sur place. Le 17 janvier, il rejoint le Blankney et le Ledbury escortant le convoi JW52 jusqu’au 21 janvier, date à laquelle ils remettent le convoi à la Ocean Escort (Force d’escorte océanique). Le 5 février, il accompagne de nouveau le Blankney pour escorter le convoi RA52, et se détache du convoi trois jours plus tard après son arrivée au Loch Ewe, en Écosse. Le 15 février, il rejoint le Meynell (L82) et le Pytchley (L92) escortant le convoi JW53 jusqu’à ce qu’il rencontre la Force d’escorte maritime six jours plus tard. Le mauvais temps et la mauvaise visibilité rendent difficiles à déterminer si les navires tiennent l’escouade, dont beaucoup se retirent, y compris Sheffield. Le Middleton lui-même est également forcé de se retirer en Islande en raison d’une pénurie de carburant, mais à ce moment-là d’autres escortes sont présentes, et le convoi traverse le mauvais temps et les attaques ennemies pour atteindre la Russie.
Le Middleton continue alors d'effectuer des convois d’escorte entre la Grande-Bretagne et l’Irlande. Le 16 août, le Middleton et Badsworth (L03) aident les mouilleurs de mines auxiliaires Agamemnon (M10) et Menestheus (M93) du 1er Escadron de mouilleurs de mines pendant une opération de barrage de la côte nord dans le détroit du Danemark. Jusqu’au 20 octobre, il accompagne les croiseurs London (69) et USS Augusta (CA-31) au cours de son voyage avec neuf destroyers de la flotte de la Home Fleet, deux dragueurs de mines et une corvette pour se rendre en Russie pour escorter le convoi RA54A sur le retour en Grande-Bretagne. Le convoi est rejoint par le destroyer d'escorte Brissenden (L79) et le dragueur de mines Halcyon (J42) le 10 novembre, et arrivé au Loch Ewe trois jours plus tard. Le 22 novembre, le Middleton et le destroyer Saladin (1919) protégent le convoi JW54B, se séparant du convoi trois jours plus tard. Le 5 décembre, le Middleton et les destroyers Saladin, Skate (1917) et Brissenden escortent le convoi RA54B, arrivant au Loch Ewe quatre jours plus tard.

#### 1944
Le Middleton poursuit ses opérations dans les eaux intérieures et atlantiques jusqu’au 10 mars 1944, date à laquelle il est réorganisé au chantier naval Charles Hill de Bristol. Complétant son radoub le 7 avril, il teste ses réparations avant d’être affectée à la 1re flottille de destroyers, basée à Portsmouth, pour des patrouilles et des missions d’escorte dans la zone du chenal. Le 20 avril, le Middleton et le destroyer français escorte de la classe Hunt La Combattante affrontent les torpilleurs allemands schnellboote au large de Beachy Head, et le lendemain encore avec le destroyer Volunteer (D71) pour protéger un convoi des attaques des schnellbootes dont un a été endommagé.
Le 5 mai, le Middleton est mobilisé lors de l’opération Neptune, qui soutient directement le débarquement de Normandie. Il est affecté à la Force S et participe à des exercices, où une opération générale est menée à l’ouest de Littlehampton le 2 mai, puis aux fonctions de patrouille défensive de la Manche. Le 6 juin, le Middleton et le destroyer polonais ORP Ślązak tirent des coups de feu navals pour les débarquements sur la plage de Sword. Il reprend l’appui-feu pour les opérations militaires terrestres pendant plus de deux semaines après la zone de la Force opérationnelle de l’Est, mais le rôle principal du destroyer est de patrouiller le détroit et de protéger les convois des attaques des U-Boote et des torpilleurs Schnellboote. Le navire est renvoyé à Portsmouth le 25 juin, et après la fin de l’opération Neptune, il reste basé à Portsmouth, et réalise des tâches d’escorte de convoi et de soutiens d'opérations militaires,,.
Le 28 août, le Middleton participe à une opération qui empêche les navires de l’ennemi au large du Cap d'Antifer d'intervenir en Normandie, où seront coulés quatre bateaux ennemis. Le 6 septembre, il essuie des tirs provenant des batteries côtières ennemies de Cap Gris-Nez dans le Pas-de-Calais. Le navire est ensuite transféré à la 21e Flottille de destroyers, basée à Sheerness, sous le commandement du commandement de Nore, et est organisé pour protéger et escorter les convois dans la zone du chenal. Dans cette période, l’ennemi intensifie les opérations de harcèlement par des sous-marins équipés de schnorkels et des opérations de torpille par les schnellboote,.

#### 1945
De janvier à avril, Le Middleton reste basé à Harwich et patrouille dans la Manche jusqu’à la capitulation du Troisième Reich, mettant fin au conflit en Europe le 8 mai 1945. Il continue à soutenir les opérations d’occupation en mer du Nord, jusqu’à ce qu’il soit nommé pour une opération en Extrême-Orient. Il part de Portsmouth le 14 juillet pour se rendre à Simonstown, en Afrique du Sud, où il est amarré le 4 août pour être réaménagé.
Cependant, en raison de la reddition du Japon le 8 août mettant fin à la Seconde Guerre mondiale, son transfert vers l’Extrême-Orient est annulé, bien que sa révision est encore en cours.

### Après-guerre
Après ses réparations qui achèvent le 12 décembre 1945, le Middleton fait son chemin de retour en Angleterre, où il est envoyé à la flotte de réserve à Portsmouth.
Le navire est transféré à Penarth en 1953, puis remorqué à Gibraltar pour l’année suivante, bien qu’il fasse partie de la réserve. Il est ramené en Angleterre et mis sur la liste de démolitions en 1956. il est vendu à BISCO et remorquée au chantier  Hughes Bolckow le 4 octobre 1957. Son démantèlement s'effectue à partir du 2 mai 1958.
La cloche du navire est conservée dans une église à Birdsall dans le North Yorkshire.

### Honneurs de bataille
- ARCTIC 1942-43
- MALTA CONVOYS 1942
- ATLANTIC 1944
- NORMANDY 1944
- ENGLISH CHANNEL 1944
- NORTH SEA 1944-45

### Commandement
- Lieutenant Commander (Lt.Cdr.) David Charles Kinloch (RN) du 12 novembre 1941 à août 1942
- Lieutenant (Lt.) Denis Roy Newton Murdoch (RN) de août 1942 au 3 janvier 1944
- Lieutenant (Lt.) James Harry Higson (RN) du 3 janvier 1944 au 10 juin 1945
- Lieutenant (Lt.) Jack Broughton Cox (RN) du 10 juin 1945 à début-1946